# Zecchino d'Oro 1978
Il ventunesimo Zecchino d'Oro si è svolto a Bologna dal 16 al 18 novembre 1978. È stato presentato da Cino Tortorella.
Clarissa D'Avena, che canta E l'arca navigava, è sorella della cantante Cristina D'Avena, già interprete de Il valzer del moscerino nel 1968 e di È fuggito l'agnellino nel 1971.

## Classifica
- Alibombo (Testo: Walter Valdi/Musica: Walter Valdi) - Emanuela Barra (9 anni) e Diego Cerusico (6 anni)
- Calcio calcio (Testo: Giorgio Calabrese/Musica: Augusto e Giordano Bruno Martelli) - Daniele Bianchi (6 anni)
- Cecki! Cecki!...Aih! (Szőke kislány megy a kútra, Hajaha!) ( Ungheria) (Testo: Luciano Beretta / Musica: Augusto e Giordano Bruno Martelli) - Ágnes Szabó (6 anni)
- E l'arca navigava (Testo: Carlo Ermanno Trapani/Musica: Sandro Giacobbe) - Clarissa D'Avena (4 anni)
- Grazie (Buenos días, señor sol) ( Messico) - Andrés Blanco
- Il naso ficcanaso (Testo: Maurizio D'Adda/Musica: Nicola Aprile) - Roberto Linguerri (5 anni e mezzo) e Stefania Linguerri (6 anni e mezzo)
- Il "più" dei canguri (Kangaroo song) ( Australia) - Jill Keneally
- La più bella nonna ce l'ho io (दादी अम्मा दादी अम्मा) ( India) - Kaishik Jayakar (7 anni)
- Maggio (مايو) ( Sudan) (Testo: Giorgio Calabrese/Musica: Augusto e Giordano Bruno Martelli) - Selma El Saeed
- Nella bottega di Mastro André (Na loja do Mestre André) ( Portogallo) (Testo: Vittorio Sessa Vitali/Musica: Giordano Bruno Martelli) - Ana Rita Marques Guimarães
- Per un capello in più (Testo: Magno/Musica: Giordano Bruno Martelli, Gianni Zilioli) - Mariano Autuori (4 anni)
- Uffa gli ufo (Testo: Tony Martucci, Maurizio D'Adda/Musica: Nicola Aprile) - Cristiana Radrizzani (7 anni)

## Curiosità
- Diego Cerusico, cantante di Alibombo, è stato trovato morto nel maggio 2023 nell'azienda di Osimo Stazione dove lavorava e che produce motori elettrici.